# Teatro Frei Caneca
Teatro Sabesp Frei Caneca é um teatro localizado no bairro de Cerqueira César no distrito da Consolação, na cidade de São Paulo, localizado no 7º piso do Shopping Frei Caneca na Rua Frei Caneca, 569.

## História
Foi inaugurado em junho de 2005, sendo considerado um dos principais palcos da cidade de São Paulo, com um dos maiores palcos do país, 452 m², além de contar com espaço para fosso de orquestra, foyer com 380 m² e um moderno projeto de acústica e sônica, assinado pelo consultor de acústica José Augusto Nepomuceno, permitindo a apresentação de espetáculos musicais, ópera e gravação de programas em áudio e vídeo. Sua infraestrutura recebe espetáculos simultâneos dos mais variados segmentos como comédia, prosa, música, dança e musicais, além de também receber eventos corporativos de todos os tipos.
Entre os diversos espetáculos ali já apresentados, estão os musicais Hair, Fama, Alguma Coisa Podre; o espetáculo A Partilha, de Miguel Falabella e a gravação do DVD Para Inglês Ver... e Ouvir da cantora Zizi Possi.
Atualmente o teatro é administrado pela Opus Entretenimento e conta com patrocínio da Sabesp.

## Crítica
Em 28 de setembro de 2014, foi publicada na Folha de S.Paulo o resultado da avaliação feita pela equipe do jornal ao visitar os sessenta maiores teatros da cidade de São Paulo. O local foi premiado com nota máxima, cinco estrelas, com o consenso: “O Teatro Shopping Frei Caneca (...) recebeu cinco estrelas por ter boa visibilidade em todos os assentos, possuir poltronas confortáveis e espaçamento adequado entre as fileiras. As saídas de emergência e os extintores são bem localizados e podem ser vistos facilmente. Do lado de fora da plateia, há um hall imenso e cheio de sofás, com bomboniere (...), banheiro grande e bebedouro, que fica meio escondido. Um ponto negativo: quem chegava atrasado podia entrar e se acomodar nos assentos da frente, inclusive”.